# 1466 Mundleria
Mundleria (asteróide 1466) é um asteróide da cintura principal com um diâmetro de 21,51 quilómetros, a 2,0012262 UA. Possui uma excentricidade de 0,1579859 e um período orbital de 1 338,29 dias (3,67 anos).
Mundleria tem uma velocidade orbital média de 19,31987522 km/s e uma inclinação de 13,1337º.
Esse asteróide foi descoberto em 31 de Maio de 1938 por Karl Reinmuth.